# 九龍巴士47B線
九龍巴士47B線是一條已擱置開辦的巴士路線，擬由九龍巴士營運，由石籬（大隴街）開往沙田市中心，途經城門隧道。此路線原定於2018年第二季開辦，但由於葵盛西邨的區議員反對開辦本路線，本路線的開辦計劃因而告吹。

## 開辦計劃
東北葵涌前往沙田的巴士服務，曾由九龍巴士46X線提供，但於1991年，該路線不再途經東北葵涌，導致該帶居民失去了直達沙田的公共交通服務。
1992年，新界區專線小巴403線投入服務，方便葵涌東北居民直接往來沙田市中心、沙角邨及乙明邨一帶。該路線開辦後大受居民歡迎，小巴路線營運商進智公交更設下輔助路線403A和403X方便來往整個東北葵涌和沙田的居民，成為「獨市小巴」。但隨着東北葵涌一帶的人口增加，往返沙田的需求亦固然增加，小巴座位有限，不能應付那麼龐大的需求，導致新界區專線小巴403線長期爆滿，供不應求，該區居民要求增設來往東北葵涌和沙田的巴士服務。
有鑑於此，九巴於2018年建議增設47B線，由石籬（大隴街）開出，單向前往沙田市中心，途經和宜合道和城門隧道，只於平日上午開出一班，預計於2018年第二季投入服務。當區區議員收到相關建議後，就建議表示歡迎，他們亦指出，希望本路線可以加經石蔭邨和安蔭邨，惠及該區居民，並儘快把本路線改為全日服務。
可是，由於本路線需要和九龍巴士47X線共用車隊，葵盛西邨的區議員指出此舉會影響47X線繁忙時間的班次，加上本路線被指服務範圍不足及開車時間未能配合市民的需要，此路線的開辦計劃最後告吹。
此路線開辦計劃告吹的消息一出，隨即引起民建聯和民主黨不滿。立法會議員陳恆鑌批評九巴在此事件上東拉西扯，不願開辦新路線，只顧重組巴士路線服務；民主黨亦批評工聯會葵盛西邨區議員反對擬開辦的本路線與現有47X線共用車隊，結果令運輸署撤回方案。
2019年1月14日早上約8時30分，一輛往沙角邨方向的新界區專線小巴403線，於城門隧道公路往沙田方向近美松苑突然失控，撞向石壆並向右翻側，小巴司機死亡，另有16名乘客受傷。意外後，民主黨葵青區區議員林紹輝指出，403系列小巴路線原是獨市經營，若開設巴士線搶客，如果他是小巴公司肯定反對。他促請運輸署增設途經尖山隧道的巴士路線服務，改善東北葵居民來往新界東區的公共交通服務。

## 服務時間及班次
- 星期一至五石籬開：08:25（固定一班）[7]